# JX-594
JX-594 es un virus oncolítico desarrollado por la empresa privada estadounidense Jennerex –ubicada en San Francisco, California– diseñado para localizar, atacar y destruir las células del cáncer.
JX-594 es una modificación, mediante ingeniería genética, del poxviridae Vaccinia virus (virus utilizado como vacuna para la erradicación de la viruela) diseñado para reproducirse de forma selectiva en células tumorales que tienen activividad vía EGFR/Ras, pero no así en el tejido normal. El vaccinia virus modificado facilita la transferencia del gen (transgen) a las células de cáncer que las mata por lisis.

## Ensayos clínicos
Se han llevado  a cabo dos ensayos clínicos con JX-594. Uno en fase I –en 23 pacientes con resultados alentadores en 6 de 8 pacientes sometidos a altas dosis- y un ensayo de fase II,  para el cáncer primario de hígado, solo y en combinación con Sorafenib.